# Melaloncha luteipleura
Melaloncha luteipleura är en tvåvingeart som beskrevs av Borgmeier 1934. Melaloncha luteipleura ingår i släktet Melaloncha och familjen puckelflugor.
Artens utbredningsområde är Costa Rica. Inga underarter finns listade i Catalogue of Life.